# Harmony (groep)
Harmony was een Nederlandse groep die vooral bekend werd door de deelname aan het Eurovisiesongfestival van 1978.

## Biografie
Harmony bestond uit Ab van Woudenberg, Donald Lieveld en zangeres Rosina Louwaars. Louwaars was eerder bekend van de Nederlandse band Sommerset.
Op 22 februari 1978 nam de band in het Congresgebouw in Den Haag deel aan het Nationaal Songfestival met het nummer 't Is O.K.. De overige deelnemers, Barry Duncan, The Internationals en Kimm, werden verslagen. Hierop mocht Harmony Nederland vertegenwoordigen op het Eurovisiesongfestival, dat plaatsvond op 22 april 1978 in Parijs. De groep eindigde daar op een 13e plaats, met 37 punten.
Hierna werd er weinig meer vernomen van de band. Louwaars nam in 1980 nog een single op genaamd Caravan.
1956: Jetty Paerl + Corry Brokken · 
1957: Corry Brokken · 
1958: Corry Brokken · 
1959: Teddy Scholten · 
1960: Rudi Carrell · 
1961: Greetje Kauffeld · 
1962: De Spelbrekers · 
1963: Annie Palmen · 
1964: Anneke Grönloh · 
1965: Conny Vandenbos · 
1966: Milly Scott · 
1967: Thérèse Steinmetz · 
1968: Ronnie Tober · 
1969: Lenny Kuhr · 
1970: Hearts of Soul · 
1971: Saskia & Serge · 
1972: Sandra & Andres · 
1973: Ben Cramer · 
1974: Mouth & MacNeal · 
1975: Teach-In · 
1976: Sandra Reemer · 
1977: Heddy Lester · 
1978: Harmony · 
1979: Xandra · 
1980: Maggie MacNeal · 
1981: Linda Williams · 
1982: Bill van Dijk · 
1983: Bernadette · 
1984: Maribelle · 
1986: Frizzle Sizzle · 
1987: Marcha · 
1988: Gerard Joling · 
1989: Justine Pelmelay · 
1990: Maywood · 
1992: Humphrey Campbell · 
1993: Ruth Jacott · 
1994: Willeke Alberti · 
1996: Maxine & Franklin Brown · 
1997: Mrs. Einstein · 
1998: Edsilia Rombley · 
1999: Marlayne · 
2000: Linda Wagenmakers · 
2001: Michelle · 
2003: Esther Hart · 
2004: Re-union · 
2005: Glennis Grace · 
2006: Treble · 
2007: Edsilia Rombley · 
2008: Hind · 
2009: Toppers · 
2010: Sieneke · 
2011: 3JS · 
2012: Joan Franka · 
2013: Anouk · 
2014: The Common Linnets · 
2015: Trijntje Oosterhuis · 
2016: Douwe Bob ·
2017: OG3NE · 
2018: Waylon · 
2019: Duncan Laurence · 
2021: Jeangu Macrooy · 
2022: S10 ·
2023: Mia Nicolai & Dion Cooper ·
2024: Joost Klein ·
2025: Claude
- MusicBrainz: c6e8c9a5-feb4-4d44-b5d3-3e4eab45afa6